# George Lyon Tupman
George Lyon Tupman FRAS (7 de setembro de 1838 - 3 de novembro de 1922) foi o astrônomo chefe da expedição astronômica britânica ao Havaí para observar o Trânsito de Vênus de 1874.

## Vida pregressa
George, o filho mais velho de George Tupman (1785-1847) e Elizabeth Emerson, nasceu em Bolonha-sobre-o-Mar em 7 de setembro de 1838 e foi educado por oito anos e meio na Royal Naval School, onde demonstrou interesse em assuntos matemáticos e científicos.
Como oficial da Royal Marine Artillery, serviu no H.M.S. Sidon no Rio, no Cabo e no H.M.S. Forte em Montevidéu, depois no H.M.S. Prince Consort no Mediterrâneo. Ele manteve um álbum da década de 1850, que inclui seus desenhos em aquarela de navios que ele navegou e lugares que ele visitou, que foi digitalizado.
Tupman estava particularmente interessado em astronomia e era um membro da Royal Astronomical Society de maio de 1863. Enquanto no Mediterrâneo entre 1869 e 1871, ele observou cerca de 300 trilhas de meteoros. Ele foi uma das primeiras pessoas a fazer estimativas da velocidade dos meteoros.

## Papel na expedição do Trânsito de Vênus de 1874
Em 1872, em seu retorno do mar, Tupman foi designado para ajudar nas expedições britânicas para observar o Trânsito de Vênus de 1874, logo sendo indicado como instrutor-chefe. O projeto Expedição de Trânsito foi supervisionado por George Biddell Airy, mas a historiadora Jessica Ratcliff observa que Tupman era "gerente, observador e calculista" e que seu envolvimento "foi mais profundo que o de Airy". Tupman supervisionou o recrutamento e o treinamento da equipe de observadores (inclusive com o uso de um modelo de relógio) e organizou o equipamento e o transporte para as cinco expedições oficiais britânicas. Estas foram para o Egito, Ilhas Sandwich, Ilha Rodriguez, Nova Zelândia e Ilha Kerguelen. Foi astrônomo-chefe da expedição Sandwich (Hawaiian) Islands e observou o trânsito de Vênus a partir da estação principal de Honolulu, além de fazer muitas observações para determinar a longitude.
Depois de retornar a Greenwich, através de uma viagem de trem trans-continental pelos EUA, ele passou cerca de quatro anos trabalhando sem remuneração nos dados que haviam sido coletados nas cinco expedições. Os diários oficiais de Tupman por seu tempo gasto em Greenwich de 1872 a 1880 e seu tempo na estação de observação de Honolulu, bem como seu diário particular para 1875, estão disponíveis on-line.
Tupman (e sua esposa Rebecca, com quem ele havia se casado em 1876) observaram o Trânsito de Vênus, em 1882, de Burnham, perto de Christchurch, Nova Zelândia.

## Vida posterior
Tupman manteve seu interesse pela astronomia e relatou inúmeras ocultações entre 1885 e 1900. Ele estava no Conselho da Royal Astronomical Society (1873–1880) e também foi nomeado seu secretário (1884–1889). Ele também estabeleceu o Observatório Hillfoot, em Harrow, e gostou de ajudar os visitantes a fazer observações.
Os interesses de Tupman mais tarde na vida incluíam a telegrafia sem fio. Ele morreu no Observatório, College Road, Harrow, em 22 de novembro de 1922, com a idade de 84 anos, e foi enterrado em Pinner Road Cemetery, Harrow. Sua esposa Rebecca (née Wetherill), conhecida como Beckie, sobreviveu a ele por apenas alguns meses.

## Legado
Tupman publicou em 1881 Account of Observations of the Transit of Venus, 1874, 8 December: Made Under the Authority of the British Government: and of the Reduction of the Observations. Ele publicou outras observações astronômicas regularmente no Monthly Notices da Royal Astronomical Society e em outros lugares.
Assim como uma seleção de documentos oficiais e privados de Tupman relacionados ao empreendimento Trânsito de Vênus, a recente coleção digital contém The Life & Adventures of Station B, dois álbuns de caricaturas da tenente Evelyn Noble, uma das observadoras de Honolulu. Estes incluem muitos desenhos de Tupman e os outros observadores no trabalho e lazer durante suas viagens e enquanto em Honolulu.